# Tondano (sopka)
Tondano je dlouhodobě nečinná masivní sopečná kaldera čtvrtohorního stáří, nacházející se v severním rameni indonéského ostrova Sulawesi. Rozměry činí 20 × 30 km a její dno je pokryté vícero postkalderovými sypanými kužely a lávovými proudy. Ve východní části leží stejnojmenné jezero. Na okrajích kaldery se nachází několik mladších vulkanických center: Soputan, Sempu, Lokon-Empung a Mahawu.